# Ludovic Delporte
Ludovic Delporte (nascut el 6 de febrer de 1980 a Sainte-Catherine-lès-Arras, Pas de Calais) és un exfutbolista professional francès que jugava com a centrecampista.

## Trajectòria
Després de debutar en el lliga francesa amb el RC Lens, la temporada 2001/02 va arribar a Espanya per jugar cedit al Racing de Ferrol de Segona Divisió, el qual va abandonar a final de temporada en no arribar a un acord amb el RC Lens per al seu traspàs.
Després d'una bona temporada al Racing de Ferrol, en la qual suc 19 partits i marc 3 gols, Delporte atreu l'atenció de diversos clubs espanyols, fitxant finalment per l'Albacete Balompié.
En la seva primera temporada a Albacete l'equip va aconseguir l'ascens a Primera Divisió i Delporte va esdevenir un dels jugadors destacats del club. La seva cabellera rossa i els seus centres des de la banda li van valer el sobrenom de Beckham de la Manxa. La temporada 2003/04, a primera divisió, va començar com a titular, però va acabar relegat a la banqueta, de manera que al final de temporada va acceptar una oferta de tres anys del Club Atlètic Osasuna.
En la seva primera temporada al club vermellenc es converteix en una peça clau per al tècnic Javier Aguirre. Aquest any Osasuna va aconseguir per primera vegada en la seva història la final de Copa del Rei, on es va enfrontar al Reial Betis. Delporte va jugar la final com a titular i va donar l'assistència que va permetre a John Aloisi empatar el partit a un, encara que finalment els bètics es van imposar a la pròrroga (2-1).
Delporte va tornar a ser un jugador fonamental en la temporada 2005-2006 i la seva aportació va ser decisiva per situar l'Osasuna en el quart lloc de la lliga, aconseguint per primera vegada en la història del club la classificació per a la Lliga de Campions.
A partir de llavors Delporte amb prou feines va poder jugar, a encadenar setze lesions musculars que li van tenir lesionat des de novembre de 2006 fins a mitjans de l'any 2010. Al juny d'aquest any el seu contracte a Pamplona expirava, però el club vermell va donar el futbolista l'oportunitat de realitzar amb l'equip la pretemporada 2010-2011, per tal que el cos tècnic avalués el seu estat físic i prengués una decisió sobre el seu futur. Tot i que Delporte es va mostrar recuperat, l'entrenador de l'Osasuna, José Antonio Camacho, va decidir no comptar amb el francès, de manera que no se li va renovar i el 14 d'agost de 2010 va abandonar l'Osasuna.
Delporte entrenà en solitari a les instal·lacions de Tajonar fins al 26 d'agost de 2010, quan va ser fitxat pel Nàstic de Tarragona de la Segona divisió espanyola de futbol.